# درسر-رند
درسر-رند (انگلیسی: Dresser-Rand) شرکت مهندسی آمریکایی است، که در سال ۲۰۰۴ تأسیس شد.